# Macromitrium falcatulum
Macromitrium falcatulum är en bladmossart som beskrevs av C. Müller 1874. Macromitrium falcatulum ingår i släktet Macromitrium och familjen Orthotrichaceae. Inga underarter finns listade i Catalogue of Life.